# Liste des canaux de San Marco

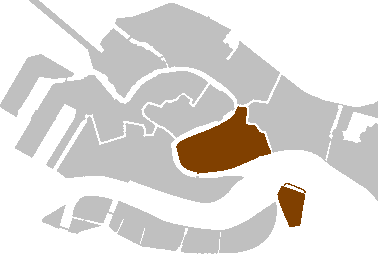
Localisation de San Marco à Venise.

Cet article recense les canaux de San Marco, sestiere de Venise en Italie.

## Généralités

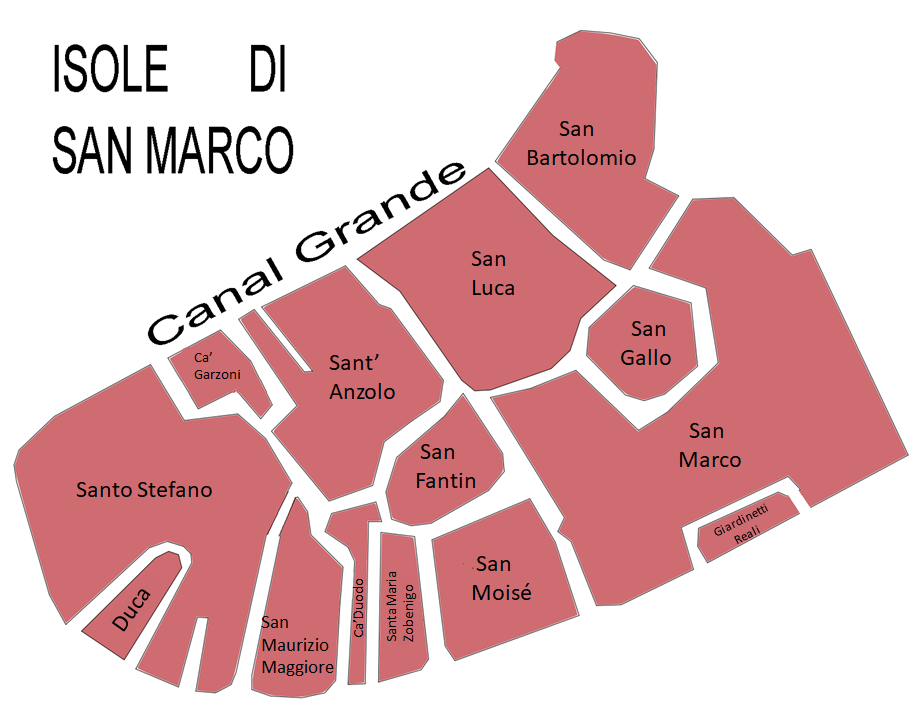
Carte des îles formant San Marco.

Comme les autres sestieri de Venise, San Marco est composé de plusieurs îles distinctes, séparées par des canaux. 
Situé dans le centre de Venise, San Marco est limitrophe des sestieri ou étendues d'eaux suivantes :
- Au nord : Cannaregio
- Au nord-est et à l'est : Castello
- Au sud : la lagune de Venise
- Au sud-ouest et à l'ouest : le Grand Canal, qui le sépare de Dorsoduro et San Polo.

## Canaux

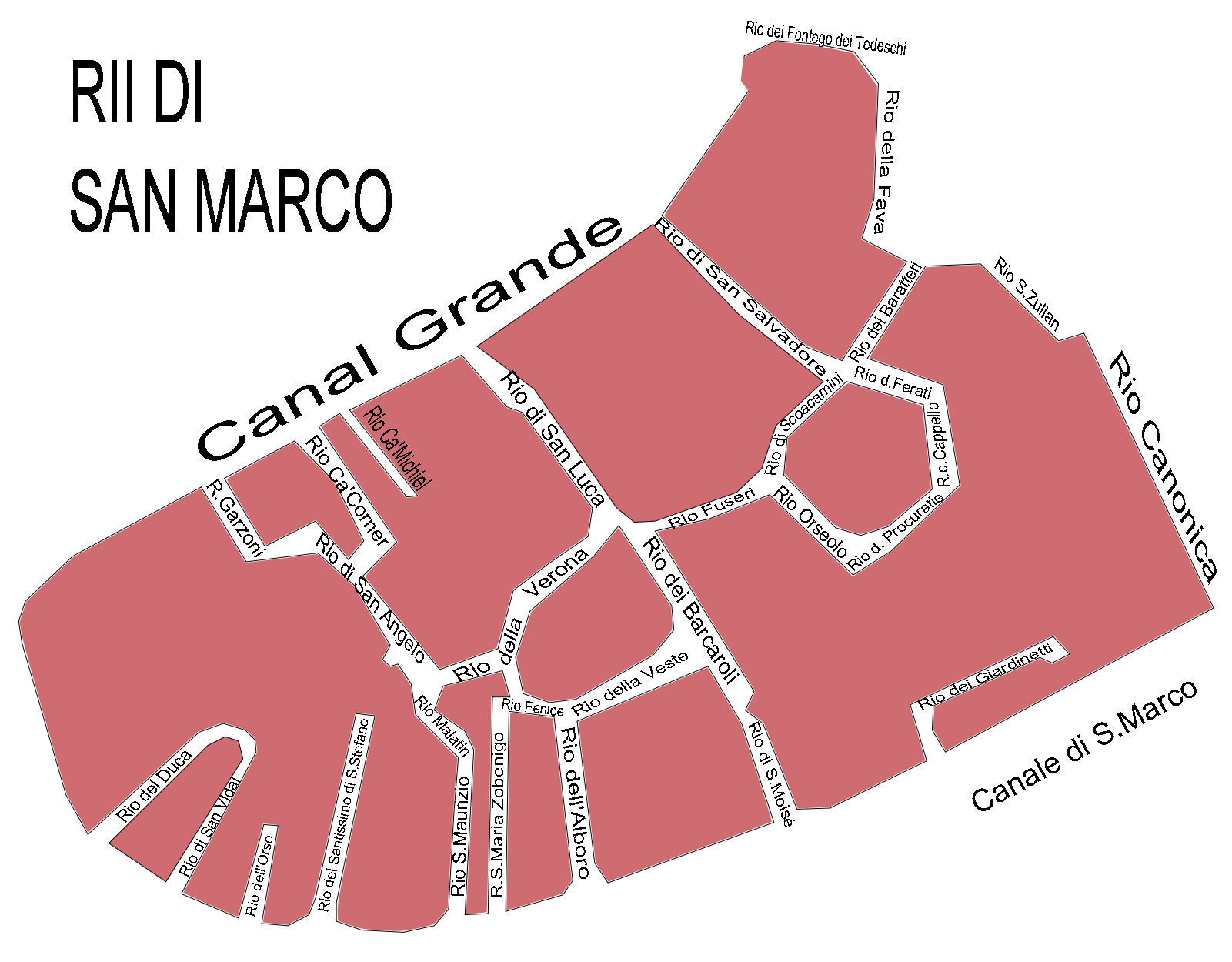
Carte des canaux de San Marco.

### Canaux limitrophes
En partant du nord et dans le sens des aiguilles d'une montre, San Marco est délimité par les canaux (ou étendues d'eau) suivants :
- Limite avec Cannaregio :
  - Rio del Fontego dei Tedeschi

- Limite avec Castello :
  - Rio de la Fava
  - Rio di San Giuliano (ou de la Guerra)
  - Rio de la Canonica (ou del Palazzo, ou de la Paglia)

- Sur la lagune de Venise :
  - Bassin de San Marco

- Grand Canal

### Canaux donnant sur le Grand Canal
Les canaux suivants débouchent sur le Grand Canal :
- Au nord du sestiere :
  - Rio de San Salvador
  - Rio de San Luca
  - Rio de Ca' Michiel
  - Rio de Ca' Corner (ou de Ca' Santi)
  - Rio de Ca' Garzon

- Au sud du sestiere :
  - Rio del Duca
  - Rio de San Vidal
  - Rio de l'Orso
  - Rio del Santissimo di Santo Stefano
  - Rio de San Maurizio
  - Rio de Santa Maria Zobenigo (ou de Santa Maria del Giglio)
  - Rio de l'Alboro
  - Rio de San Moisè
  - Rio de la Zecca (ou dei Giardinetti, ou de la Luna)

### Canaux à l'intérieur dusestiere
- Autour de l'îlot de San Gallo :
  - Rio Orseolo
  - Bacino Orseolo
  - Rio dei Scoacamini
  - Rio dei Ferali (ou dei Ferai)

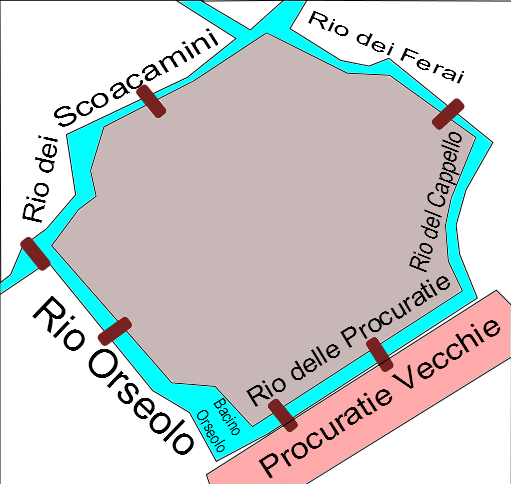
L'îlot San Gallo

  - Rio de le Procuratie (ou del Cappello, ou del Cavalletto)

- Autour de l'îlot de San Fantin :
  - Rio dei Barcaroli
  - Rio Menùo (ou de la Verona)
  - Rio delle Veste (ou de la Fenice)

- Autres canaux :
  - Rio dei Bareteri
  - Rio dei Fuseri
  - Rio Malatin
  - Rio de Sant'Anzolo